# Walter Oudney
Walter Oudney, född 1790 i Edinburgh, död den 12 januari 1824 i Katagum, var en skotsk marinläkare och Afrikaforskare.
Oudney utnämndes 1821 till brittisk representant i Bornu och for jämte Dixon Denham och Hugh Clapperton från Tripoli i oktober 1821, kom i april 1822 till Mursuk, där de tillbragte resten av året med utflykter i grannskapet, samt anlände i mars 1823 till Bornus huvudstad Kuka. I slutet av året begav sig Oundney och Clapperton till västra Bornu i avsikt att undersöka Nigers källor, men Oudney sjuknade till följd av ovanligt stark köld och avled. Ett par av hans anteckningar ingår i Denhams och Clappertons Narrative.